# Juan Esteban Montero
Juan Esteban Montero Rodríguez (Santiago, 12 de febrero de 1879-ibídem, 25 de febrero de 1948), fue un abogado, empresario y político radical chileno. Ejerció como catedrático y ministro de Estado en la primera administración de Carlos Ibáñez del Campo. Alcanzó la vicepresidencia y presidencia de Chile entre 1931 y 1932, apodado Don One-Step por la revista satírica Topaze. Padre del subsecretario Pedro Montero Fehrman, nieto del senador Juan Esteban Rodríguez Segura y bisnieto del prócer independentista Manuel Rodríguez Erdoíza.
Fue el primer miembro del Partido Radical (PR) en alcanzar la presidencia de Chile.  Altamente apolítico, jurisconsulto y pasivo, fue derrocado a inicios de su mandato en un extravagante golpe de Estado por parte de la izquierda y su mandato develó el catastrófico estado del gobierno chileno. Debido a su alta votación y cercanía con la prensa, sus revolucionarios sucesores fueron rechazados por la opinión pública y la situación crítica del Estado siguió empeorando hasta 1933.
Su gobierno sepultó políticamente a todos sus participantes —a excepción de Héctor Rodríguez de la Sotta, Marcial Mora, Ignacio Urrutia Manzano, Santiago Labarca, Ramón Vergara y Sótero del Río Gundián—, incluidos los veteranos Víctor Vicente Robles, Luis Izquierdo Fredes, Carlos Vergara Montero, Alfredo Guillermo Bravo, Carlos Balmaceda Saavedra y al mismo Montero.

## Primeros años de vida
Hijo de Benjamín Montero, perteneciente a una familia curicana, y de Eugenia Rodríguez, hija del destacado funcionario público Juan Esteban Rodríguez Segura (a quien Montero debe su nombre), y por lo tanto, nieta del prócer independentista Manuel Rodríguez Erdoiza.
Estudió en una escuela pública primero y después en Colegio San Ignacio. Finalizada la secundaria, ingresó en la Facultad de Derecho Universidad de Chile, donde se tituló de abogado el 16 de septiembre de 1901.

### Matrimonio e hijos
Casado en 1905 con Graciela Fehrman Martínez, tuvo cuatro hijos: Juan Esteban, Benjamín, Carmen y Pedro. Este último llegaría a ser subsecretario del Trabajo y de Educación, así como embajador en Costa Rica bajo el gobierno de Jorge Alessandri; además, tendría una prestigiosa carrera de derecho, participaría en la reforma constitucional y en la Corte Suprema de Chile.

## Vida pública
Abogado del Consejo de Defensa Fiscal (1906-1920) y catedrático en derecho civil y derecho romano en su alma máter, defendió al general Guillermo Armstrong, acusado de intentos subversivos, caso que ganó. 
Masón, ingresó en el Partido Radical en 1925, año en que participó en la Comisión Consultiva que estudió convocar y además organizar a la Asamblea Constituyente que reformaría la Constitución política y derivaría en un plebiscito con una aprobación superior al 94% de los votos y que se transformaría en la nueva Constitución de 1925.
El periodo 1924-1932, en el que Montero figuró políticamente, fueron años convulsos en Chile: hubo diecisiete presidentes, tres caudillos y nueve golpes de Estado, fallidos y efectivos, además de nueve renuncias forzadas, dos cierres de congreso, dos crisis económicas e innumerables ministros.
Tras la dimisión del sumiso Emiliano Figueroa en mayo de 1927, el en ese entonces coronel Carlos Ibáñez del Campo, militar popular y caudillista, inició una presidencia donde la represión y la inconstitucionalidad fueron armas potentes de la seguridad del Estado. El Partido Radical se vio particularmente dividido: mientras que las figuras más "progresistas" de la colectividad como los futuros presidentes Pedro Aguirre Cerda y Juan Antonio Ríos se abanderaron con Ibáñez (Ríos eventualmente sería electo senador en el Congreso Termal de 1930), los radicales más "derechistas" como Marcial Mora y el propio Montero mantuvieron una posición bastante crítica respecto del gobierno.
A medida que la Gran Depresión empezaba a golpear a Chile a inicios de 1931 con la paralización de los préstamos internacionales y especialmente el fracaso de la Compañía de Salitres de Chile, la posición del gobierno empezó a debilitarse precipitadamente, por lo que el PR intentó formar una comisión que contara con las grandes figuras del partido, incluido Esteban Montero para supervisar la catastrófica situación constitucional del Gobierno y definir una postura unificada que indicara su adhesión u oposición a Ibáñez. La comisión no prosperó pues tan solo Ríos y su tocayo Juan Antonio Iribarren se reunieron efectivamente, puesto que ambas facciones se negaron a conferir.
Al empeorar la situación económica, también surgieron rumores de insurrecciones y la masiva llegada de cesantes trajo consigo una serie de epidemias que colapsaron el sistema sanitario. Frente a esto, el presidente Ibáñez solicita un gabinete denominado de Salvación Nacional el 13 de julio de 1931, llamando a opositores para que lideraran las carteras en crisis: Hacienda, Bienestar Social e Interior. Montero asumió como ministro de estas dos últimas carteras, mientras que el catedrático de economía y matemáticas Pedro Blanquier, también radical, se hizo cargo de la primera. Montero anunciaría en una conferencia de prensa:

Restablecer la libertad de prensa y el régimen constitucional y se favorecerá el retorno de los deportados.

El gabinete no prosperó; Ibáñez, de carácter férreo y autoritario, no toleró las medidas de Montero, las cuales eran ocupar la apertura de prensa como válvula de escape a la situación: Montero puso en marcha este plan y fue abierto y amable con la prensa, que estaba muy polarizada, causando la consecuente reacción del público, que se enteró del catastrófico estado de la nación. Blanquier hizo lo mismo con los presupuestos, obteniendo los mismos resultados por el magro estado financiero. El gabinete es reemplazado por Ibáñez, impopularizándose el Gobierno pero popularizándose Montero.
El 22 de julio de 1931, renunciado Montero, el Gobierno llega a su estado más crítico. Miguel Letelier Espínola le sucede de forma interina, pero es reemplazado rápidamente por no querer aceptar esa fuerte responsabilidad. El 23 de julio retorna a la cartera de Interior el almirante Carlos Frödden, trayendo de nuevo la censura y la represión policial. Se inicia una paralización total del país e Ibáñez renuncia tres días después.
Pedro Opazo Letelier, presidente del Senado, asume interinamente la presidencia, pero nombra a Montero ministro del Interior y renuncia en menos de veinticuatro horas, con lo que este se convierte en vicepresidente de Chile el 27 de julio de 1931.

## Vicepresidencia
Con Montero regresa la libertad de prensa y retornan los exiliados; además se tranquilizan las paralizaciones con parlamentos. Ello hace subir notoriamente su popularidad, lo que, a su vez, motivó que diversos partidos de la derecha conservadora le ofrecieran la candidatura a la presidencia. 
Para evitar que, como había ocurrido en 1927 con Carlos Ibáñez del Campo, Montero presentó la renuncia a su cargo con el fin  de que no surgieran sospechas sobre una posible intervención suya en las elecciones, pero el Congreso Nacional se la rechazó. Como seguía pensando que su puesto a la cabeza del país era incompatible con la candidatura presidencial, a la que fue proclamado el 19 de agosto, al día siguiente le entregó la vicepresidencia al ministro del Interior Manuel Trucco Franzani. Aunque dudó en aceptar el ofrecimiento, finalmente accedió.

Si es así, señores, si en realidad cuento con la cooperación sincera de todos sus representados, me someto.

Con el apoyo de su partido y de los partidos Conservador y Liberal, derrotó a Arturo Alessandri del Partido Demócrata, a Manuel Hidalgo de la Izquierda Comunista y a Elías Lafferte del Partido Comunista con un 64% de los votos en las presidenciales del 4 de octubre de 1931. Su eslogan de campaña fue: La consolidación del régimen civil.

## Gobierno

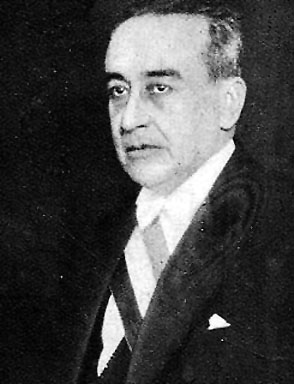
Fotografía oficial del presidente Juan Esteban Montero.

Juan Esteban Montero asumió la presidencia el 4 de diciembre de 1931, con una amplia mayoría de los votos, obteniendo más del 63% de ellos en las elecciones dos meses después de haber vencido a Arturo Alessandri en las elecciones presidenciales apoyado por la derecha antiibañista, conformada por los radicales "monteristas", conservadores, liberales y ex-nacionales, así como los profesionales, estudiantes universitarios y un sector de las FF.AA. encabezado por el general Carlos Vergara Montero, quien irónicamente sería afín posteriormente al nacionalsocialismo.
El panorama general en el Chile de 1931 favorecía a los sectores izquierdistas revolucionarios y jóvenes anarquistas, que nunca tuvieron importancia política y aprovechaban de ser una férrea oposición al tradicionalismo civil, el cual se había desprestigiado por las malas prácticas de la República Parlamentaria, aún fresca en la memoria de los sectores populares. Y si bien la mayor parte del Ejército estaba comprometido con el civilismo y con Montero, Carlos Ibáñez del Campo, su dictatorial predecesor, aún mantenía peso entre los elementos castrenses, mientras que Marmaduke Grove ganaba terreno entre la izquierda.
Pedro Blanquier fue convocado nuevamente al Ministerio de Hacienda con el objetivo de restablecer las finanzas a un nivel aceptable. Sin embargo, sus políticas austeras y demasiado ajustadas, que iban en contra de los presupuestos a los que la población ya estaba acostumbrada durante el despilfarro de los años de bonanza provocaron que Blanquier fuese reemplazado por Arturo Prat Carvajal, quien tampoco pudo hacer frente a la crisis y el estado de las finanzas empeoró. Como salvación asumió el veterano político Luis Izquierdo Fredes, quien no logró concretar su programa debido a su incapacidad de fraguar una política acorde al momento que se estaba viviendo, lo cual le valió el mote de Don Vejestorio.
La transición al civilismo fue un punto importante del gobierno de Montero, que de haberse concretado hubiera pasado a la historia de Chile como una especie de restauración democrática. Gobernó hasta que Marmaduque Grove lo derrocó en 1932.

### Política interna

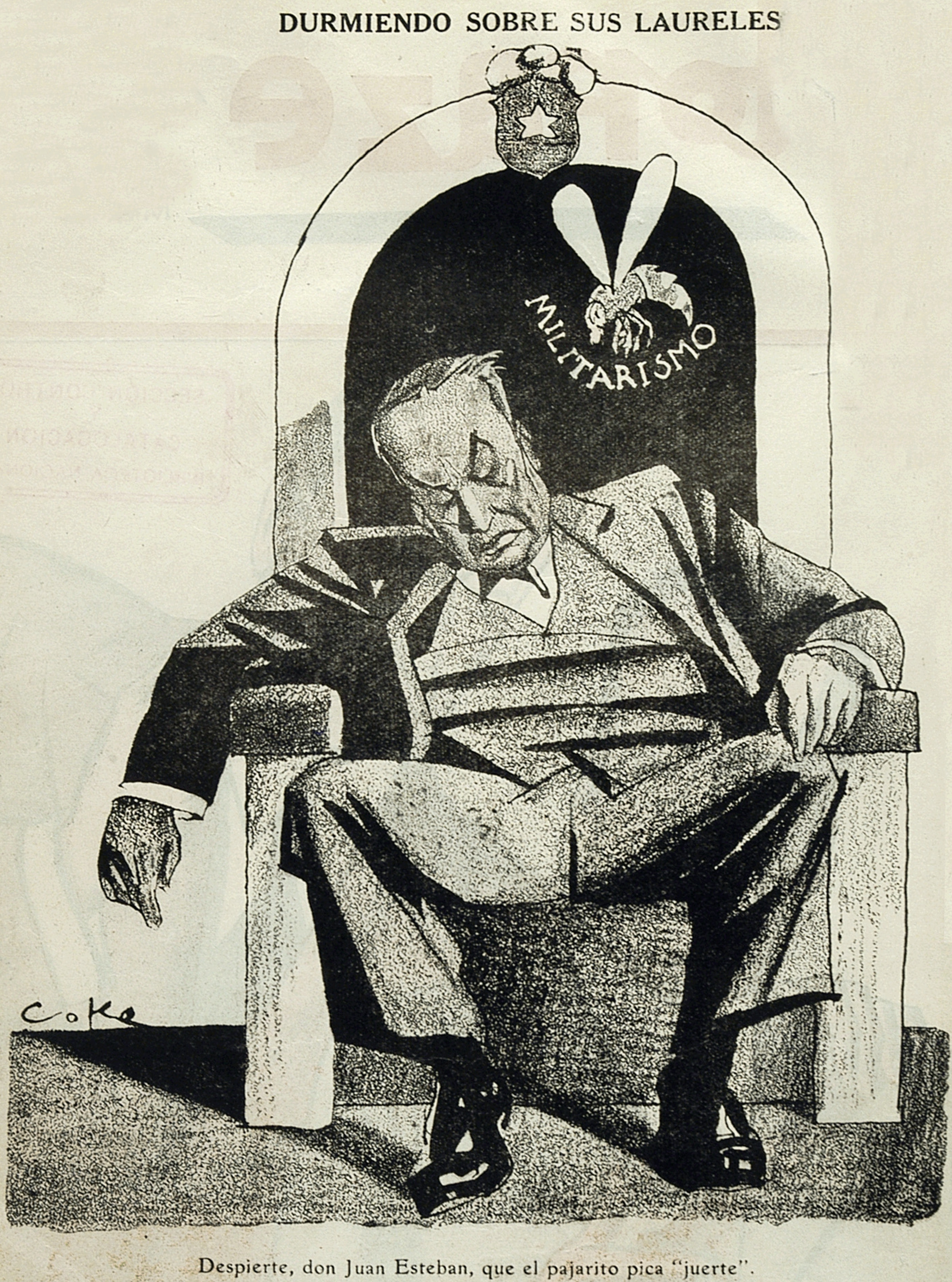
Caricatura de Montero en Revista Topaze, advirtiendo los riesgos del militarismo (1931).

La política interna de Montero es de vital importancia en el periodo, en el que hubo que sofocar movimientos anarquistas. Marcial Mora Miranda, ministro del Interior, fue uno de los más afectados por la opinión pública: la desesperación, unida al boicot procedente de la izquierda revolucionaria y la ultraderecha, terminaron por truncar al político, quien sin embargo, retornaría bajo la presidencia de Pedro Aguirre Cerda.
Entre los progresos en este ministerio, cabe destacar el sofocamiento del Motín del Norte Grande, que finalizó con una penosa matanza en la que fallecieron más de 30 personas. Se culpabilizó de esta tragedia a los monteristas que provenían de distintos puntos del país y a los carabineros. El aplastamiento violento y con infiltración civil de los levantamientos se debía en gran medida al atentado que había sufrido Montero en las elecciones, cuando viajaba a Arauco, y del que se culpó a Óscar Schnake, posterior fundador del Partido Socialista de Chile. 
El motín de Copiapó y Vallenar fue el primer golpe para el Gobierno y su alta popularidad, aunque por parte de los comunistas fue casi injustificado ya que Montero llevaba solo veinte días en el cargo efectivo. A pesar de la violencia con que fue sofocado, no se reaccionó con censura como lo hubiera hecho Ibáñez.
El 4 de marzo de 1932 se promulgó la ley n.º 5.077 que unió los ministerios de Marina y Guerra en el de Defensa Nacional, al que se le agregó la Subsecretaría de Aviación, que antes pertenecía a Interior para un mayor control de las tres ramas de defensa. Carabineros continuó en el del Interior. 
La mayoría de la prensa en esa época, tanto la escrita como la radio, estaba a favor del Gobierno y de Montero. A pesar de ello, se mantuvo un objeto que ocasionaba polémica: la continuación de los diarios La Nación y Los Tiempos como portavoces del Gobierno (ambos vieron suspendida su publicación tras la caída de Ibáñez), aunque se intentaron acercamientos con su fundador, Eliodoro Yáñez. Los únicos medios decididamente opositores fueron los diarios Crónica y La Opinión, ambos de orientación izquierdista, y la revista Hoy, dirigida por los ibañistas Ismael Edwards Matte y Carlos Dávila, quien derrocaría al Gobierno y culminaría su carrera política de la misma forma que Montero meses después.
Tras los conflictos, el ministro Mora dejó de ser de consenso y dejó el cargo el 7 de abril de 1932, criticado y considerado inoperante. En su reemplazo asumió Víctor Vicente Robles, radical de una amplia carrera política, culminada abruptamente debido a los sucesos del 4 de junio.
Debido al estado catastrófico del país amenazado por una revolución, Robles consiguió que se declarara el estado de sitio y debido a la gran explosión del volcán Quizapú se dictaron algunas reglas de emergencia, como encender el alumbrado público de día para mejor visibilidad. 
Por esos meses, otra explosión afectaría la seguridad del país: el golpe de Estado de 1932, que sepultaría la carrera política de la mayoría de los personeros de Gobierno, incluyendo al propio Montero. La revolución no pudo ser controlada debido a la negativa de las guarniciones santiaguinas (en regiones no se sabía nada del movimiento) y la inmovilidad del mediador del conflicto, Arturo Alessandri Palma, de quien se dice, incitó el golpe. Carabineros, una minoría de soldados, los monteristas y la mayoría de la población intentaron hacer frente a la revolución, que triunfó de manera aplastante. Sin embargo, el experimento socialista impuesto por los cabecillas no prosperaría y solo empeoraría la situación.

### Hacienda, Economía y Relaciones Exteriores

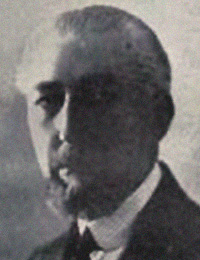
Carlos Balmaceda Saavedra, ministro de Exteriores y Comercio de Montero durante todo su mandato.

Las finanzas fueron el tema central del gobierno de Montero. Se dice que la poca superación en esta materia fue el detonante de su caída. Su ministro de Hacienda fue Luis Izquierdo Fredes, un político de vasta trayectoria, que incluso pudo haber sido vicepresidente en 1910.
La medidas financieras de Montero fueron calificadas de impopulares y de contención, ya que el proyecto de Hacienda era a largo plazo, algo impensable para la desesperante situación económica. Las principales medidas en esta materia, fueron la devaluación del peso, la suspensión de la deuda externa, la reducción del presupuesto nacional, el fomento agrícola y la promulgación de la ley n.º 5.107 de abril de 1932, que creó la Comisión de Cambios Internacionales (cuya misión era de ajustar las importaciones a las letras de cambio disponibles, para evitar la disminución de las reservas de oro del Banco Central de Chile; además de suspender la emisión de los billetes del mismo banco y otorgarle exclusivamente el derecho de dar créditos). Esta última medida, entre otras menores como la recolección voluntaria de bienes prendarios por acción de la Caja de Crédito Popular, ésta medida, fue derogada por la República Socialista de Chile, culpándola de la impopularidad del régimen.
En el ámbito exterior, se mejoraron las relaciones con los países que repudiaban la antigua administración, y hubo intentos de acercarse a Estados Unidos para obtener un crédito externo; sin embargo el país estaba endeudado, por lo que esta medida no prosperó. Se buscó fomentar la manufactura nacional y la agricultura, aprovechando las favorables características climáticas de la región, con la campaña "Compre Productos Chilenos" (parodiada por la revista Topaze como Cómpreme Productos Chilenos), característico cartel que se encontraba en la mayoría de los comercios. Aunque tuvo resultados, no se mejoró la crítica situación.
Los principales problemas de la gestión financiera fueron la reducción de sueldos y la permanencia de la Compañía de Salitres de Chile, que era muy cara de mantener y solo empeoraba las ventas de salitre, principal exportación chilena en ese entonces.

### Educación y Justicia

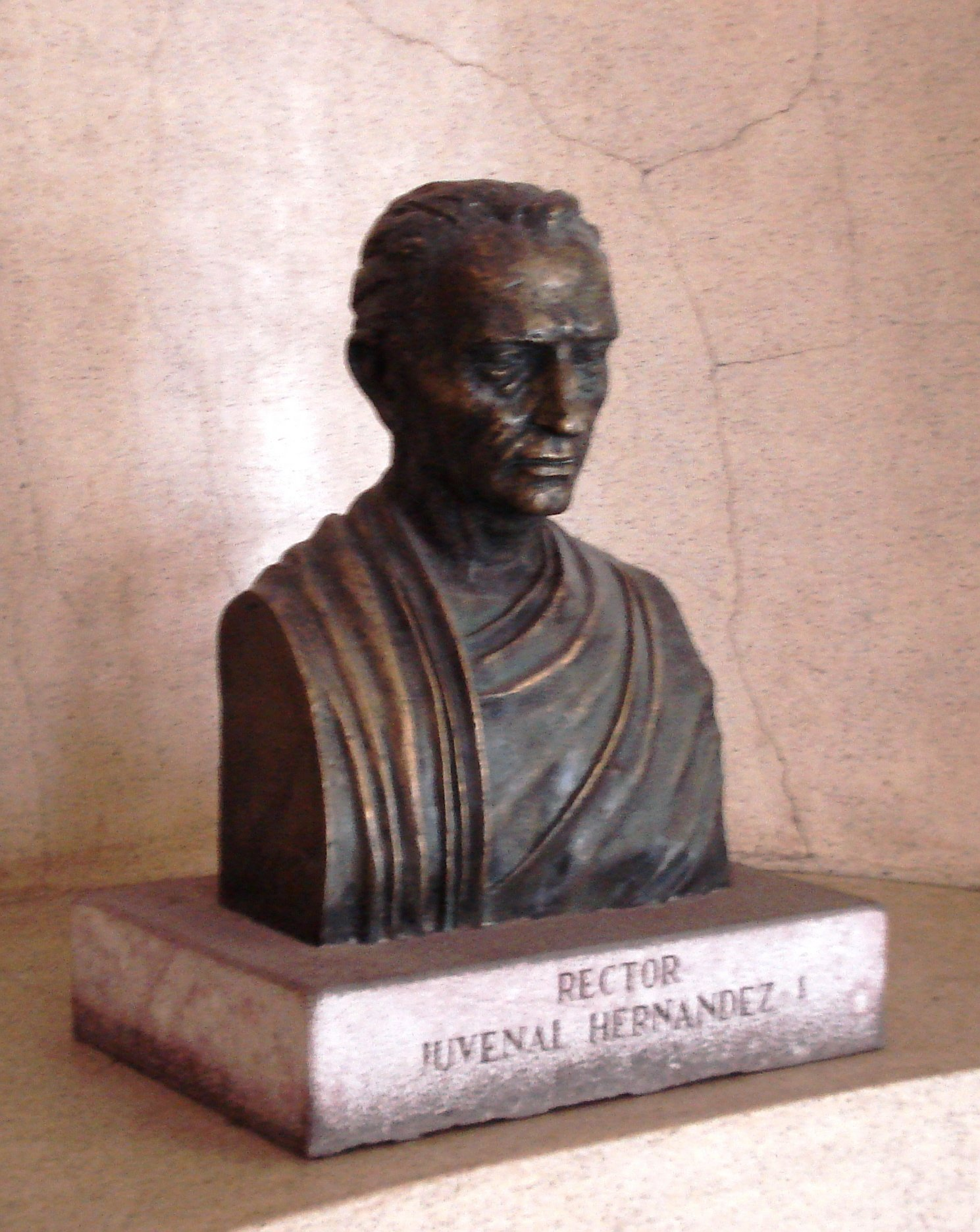
Busto de Juvenal Hernández Jaque, rector de la Universidad de Chile bajo Montero; fue alumno del presidente, tanto en las leyes como en el PR.

Montero era un prestigioso abogado, por lo que se esperaba que hubiera un gran progreso en esta materia; sin embargo, como la crisis era su prioridad, se lograron solo algunos pequeños avances.
Bajo el gobierno de Montero se enjuiciaron a las principales cabezas de la sublevación de la Escuadra, pero tras su caída, un dictamen obligó a anular las condenas y exonerar a más de 200 implicados en las intentonas golpistas.
El Poder Judicial fue restablecido totalmente con Montero en la presidencia y recuperó su característica autonomía; Javier Ángel Figueroa, que había sido exiliado por Ibáñez en un intento de controlar este poder, fue reconocido como auténtico presidente de la Corte Suprema de Chile.
Los exiliados regresaron al país, se condenaron los delitos constitucionales del mandato de Ibáñez y se firmó su irrevocable renuncia a la presidencia; además, Montero se negó a disolver el Congreso Termal (elegido de manera irregular y con Juan Antonio Ríos, líder de la facción "ibañista" de su propio partido, como gran figura del Senado) debido a su rectitud, lo que le costó popularidad. En su época, empezó a resonar de a poco la idea de otorgarle el derecho a voto a las mujeres, algo que se concretó solo tres años después, bajo la administración de Alessandri.
Respetada la constitución establecida, se decidió promulgar y reconocer la Autonomía universitaria, eligiendo los decanos bajo este amparo a Pedro Godoy, como rector. Sin embargo, tras los incidentes y amenazas de toma y derrocamiento que fueron sofocados, se optó por nombrar interinamente a un exalumno de Montero, Juvenal Hernández Jaque, bajo el que la Universidad de Chile alcanzaría gran esplendor. Tras esos incidentes, el ministro de educación propuso a Montero una reforma universitaria, que quedó a medias, debido a la caída del Gobierno.

### Obras Públicas y Bienestar Social

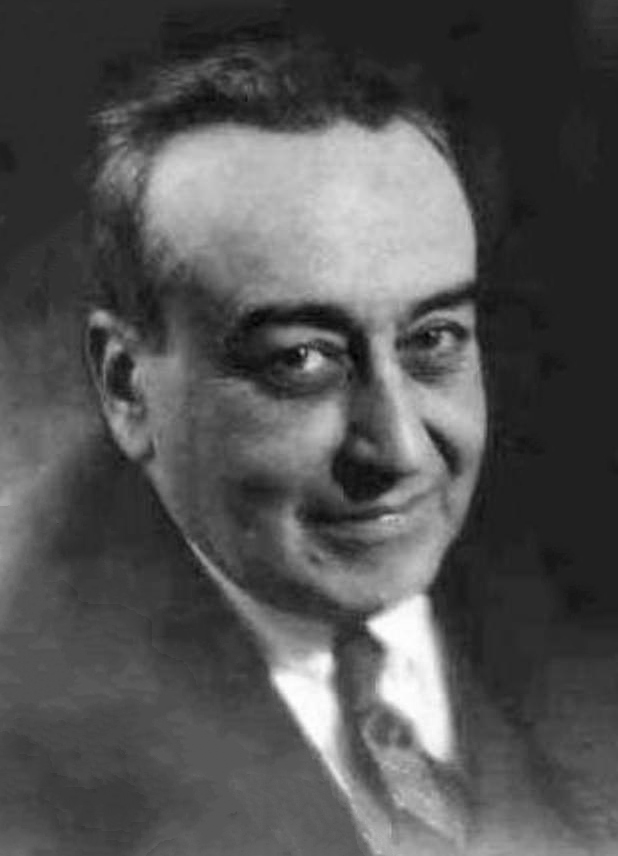
Fotografía popular de Montero.

No restablecidas las finanzas, las obras públicas bajo el gobierno de Montero carecieron de presupuesto y fueron denegadas. Como única obra de magnitud realizada bajo su gobierno, se puede mencionar el Estadio Playa Ancha, actual Estadio Regional Chiledeportes, en Valparaíso, ahora llamado Elías Figueroa
La creación de los Comité de Ayuda al cesante surge debido a las altas tasas de cesantía y mendicidad en las calles, el 10 octubre de 1932 el  ministro de Bienestar Social Santiago Wilson declara que la miseria y la cesantía llegaba a 130 mil personas en el país, solicitando ayuda a la propia ciudadanía. Respondería a este llamado la Federación de Estudiantes de Chile quien donará parte de los fondos de la Fiesta de la Primavera.
La habilitación de albergues fueron las obras más importantes; con el respaldo de su nuevo ministro de Bienestar Social, Sótero del Río Gundián, se crearon los Comités de Ayuda al Cesante, que habilitaban residencias y Ollas comunes en Chile para la masa de cesantes que cada vez más aumentaba en las principales ciudades. Sotero del Río fue destituido de sus funciones con el golpe de estado del 4 de junio.
El papel de la primera dama, Graciela Fehrman, fue preponderante en una época donde la mujer no tenía la relevancia de ahora. Hacia 1954 La fundación Ropero de los Pobres fue una iniciativa que permitió a las mujeres tejer, confeccionar y arreglar ropa para la masa de cesantes y familias que vagabundeaban por la ciudad.
Se creó un plan de colonización, nunca terminado, y se intentaron dividir los latifundios, esfuerzos que, a pesar de los errores, la gente valoró.

### Motín en Copiapó y Vallenar del 25 y el 26 de diciembre de 1931
En la ciudad de Copiapó comenzó a fraguarse un movimiento de inspiración comunista para derrocar al gobierno electo democráticamente. A mediados de diciembre existían rumores que se haría un intento por asaltar al Regimiento Esmeralda y la Comisaría de Carabineros en la noche de Navidad, siendo esta la primera fase de una escalada revolucionaria que buscaba apoderarse de las armas.Las autoridades locales inicialmente no dieron importancia a los rumores pero tras la investigación de los hechos se concluyó que estaban preparados para repeler el ataque. A las 2 de la madrugada del 25 de diciembre se produce el asalto del regimiento, los guardias del regimiento se refugian en la enfermería. Los disparos alertaron a los Carabineros quienes acudieron a combatir a los asaltantes, el enfrentamiento duró por más de media hora y parte importante de los asaltantes huyeron a los cerros.En paralelo, y a la espera de un grupo de asaltantes que habían huido en el tren a la ciudad de Vallenar, Carabineros dieron persecución en la ciudad hasta sitiarlos en una casa particular en calle Serrano que servía de sede del partido comunista de esa ciudad, tras responder al sitio con armas fuego y ante la imposibilidad de terminar con el motín la sede de ese partido fue dinamitada muriendo todos los ocupantes en su interior.Tras estos hechos la autoridad regional reaccionó de manera enérgica y se allanaron las casas de varios miembros del partido comunista en la ciudad de Copiapó y Vallenar quienes fueron apresados. Como resultado 21 implicados del partido comunista fueron muertos en Vallenar y 9 en la ciudad de Copiapó. Además resultaron muertos en los enfrentamientos dos soldados del regimiento, tres carabineros y un civil.Los hechos fueron conocidos posteriormente con el nombre de "La pascua Trágica" tras una publicación de 1932.

### Golpe de Estado del 4 de junio de 1932: caída de Montero

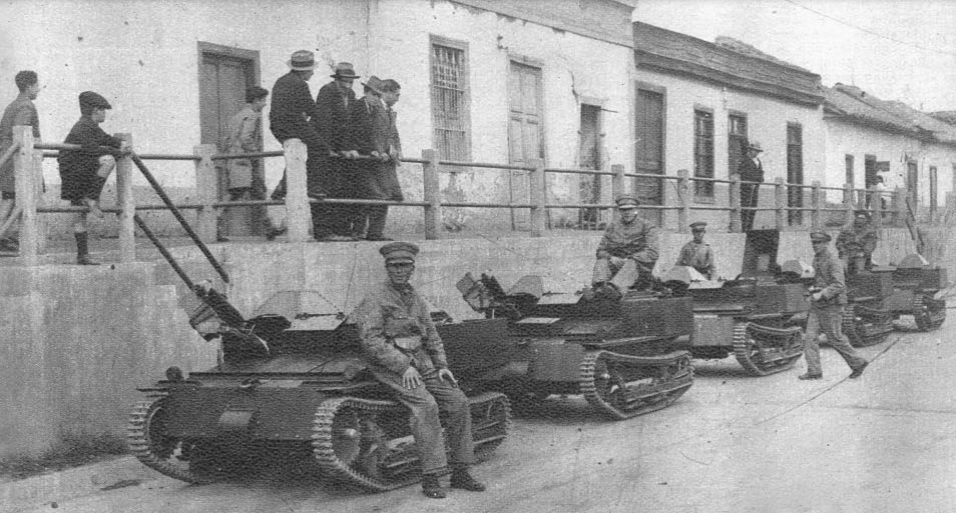
Infantería apostada afuera de la Base Aérea El Bosque en San Bernardo a la espera de órdenes para iniciar la movilización del Ejército contra el Palacio de La Moneda.

Esteban Montero contaba con amplio apoyo ciudadano y de diversos sectores políticos al momento de asumir la presidenciacuando ya lleva aproximadamente seis meses en el Gobierno comienza a gestarse un complot por un grupo de militares golpistasy se intenta establecer en el discurso que formaba parte de ''un proceso de revolución chilena". Estos hechos no contaron el apoyo ni la participación de los medios, ni del país, ni de la población de la ciudad de Santiago como tampoco participaron en la defensa del gobierno constitucional.

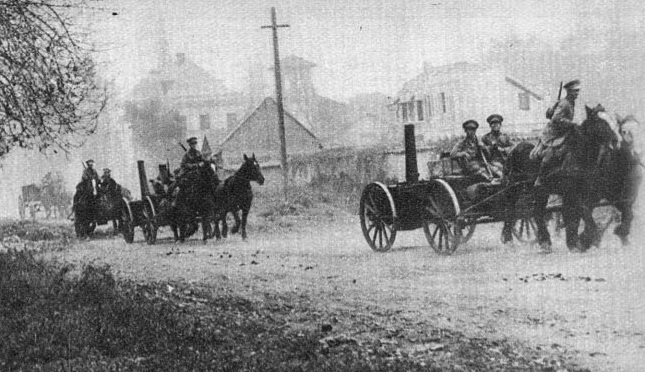
Golpe de Estado en Chile 4 de junio de 1932 Militares se reúnen en El Bosque San Bernardo

Los proyectos a largo plazo no agradan a la opinión pública, cada vez más escandalizada por la pasividad del Ejecutivo. Ante los desmanes, la saturación de la administración y una notoria baja de popularidad, el ministro Víctor Vicente Robles declara el estado de sitio.
El estallido de una posible revolución estaba siempre latente, aunque no se trató de una revolución sino un complot de un grupo de militares Su llegada se produce al anochecer del 3 de junio de 1932, cuando la Fuerza Aérea de Chile se acuartela en la Base Aérea El Bosque, encabezada por uno de sus mayores exponentes, Marmaduke Grove, un golpista experto en cuartelazos: había liderado el golpe de 1925, el contragolpe del mismo año, un intento fallido de derrocamiento a Ibáñez en 1930 y, tras ser despedido complotó una sublevación contra el presidente constitucional a pesar de sus reiteradas promesas de lealtad.
Alertado el Gobierno, se llamó a un consejo de ministros, mientras los aviones de la recién creada fuerza, sobrevuelan La Moneda, amenazando con bombardearla, y arrojan panfletos alusivos a una revolución social. Robles llega a un acuerdo con Carabineros, la única fuerza que permaneció leal. El presidente sustituye al comodoro Jessen, jefe de la fuerza aérea, por el general Ramón Vergara Montero, hermano de su exministro, pero este es pasado por alto en la base aérea, donde obedecen solo a Grove. Arturo Alessandri Palma es enviado como mediador del conflicto en representación del Gobierno, pero no logra nada, y Grove se dirige al Palacio de la Moneda.

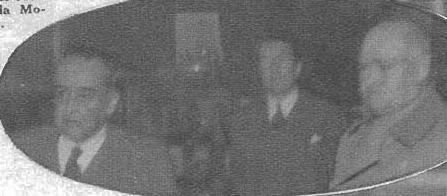
Montero (a la izquierda), retirándose de La Moneda con el general Vergara, tras el golpe de Estado.

Montero, sabiéndose rendido, finaliza el consejo y tras llegar a un acuerdo —que el nuevo régimen no dañará a su familia ni a nadie—, decide renunciar y deja entrar a los principales conspiradores: Grove, Carlos Dávila, Arturo Puga y Eugenio Matte.
Al salir del palacio, la gente le aviva; Montero se dirige al aeropuerto y sale a la Argentina, junto con su familia.
Los monteristas, después de la renuncia de sus líderes, protagonizan una serie de enfrentamientos con la policía, que ahora obedece a la Junta de Gobierno constituida; hay largas manifestaciones que culminan con varios heridos y un pequeño saldo de muertos.

### Chile después de Montero

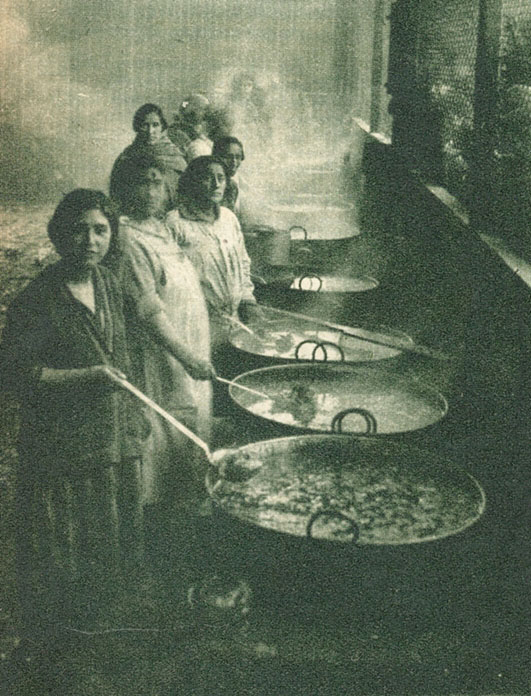
Mujeres preparando Ollas comunes, que se multiplicaron tras la caída de Montero debido al agravamiento de la situación y al desabastecimiento.

Tras la caída de Montero, la crítica situación del país empeoró y el estado se hizo inmanejable debido a la inestabilidad de la junta. El socialista Grove fue derrocado a su vez por Dávila, que adopta unas políticas represivas: el cierre del congreso, la presencia de militares en las calles, intento de ilegalizar a los comunistas, el retorno a la censura.
Esto, unido a la inestabilidad en el Ministerio de Hacienda provocaron el descontento popular, que finalmente desembocó en la caída de Dávila, en septiembre. Su sucesor, el general Bartolomé Blanche dura poco más de dos semanas en el cargo de presidente interino: una sublevación de las divisiones del Ejército de Antofagasta-Concepción, apoyada por la civilidad de sus zonas, lo obligaron a renunciar el 3 de octubre. Abraham Oyanedel, presidente de la Corte Suprema, asumió entonces, llamó a elecciones, que ganó  Arturo Alessandri, y logró estabilizar el panorama político.

## Ministros de Estado (durante sus dos vicepresidencias y presidencia)
| Ministro                                                               | Nombre/Periodo |
| ---------------------------------------------------------------------- | --- |
| Ministro del Interior                                                  | Luis Gutiérrez Alliende (1931) Manuel Trucco Franzani (1931) Marcial Mora Miranda (1931-1932) Víctor Vicente Robles (1932)                                                |
| Ministro de Relaciones Exteriores                                      | Carlos Balmaceda Saavedra (1931-1932) |
| Ministro de Hacienda                                                   | Pedro Blanquier (1931) Luis Izquierdo Fredes (1931-1932) |
| Ministro de Justicia                                                   | Luis Gutiérrez Alliende (1931-1932) Arturo Ureta Echazarreta (1932) |
| Ministro de Educación Pública                                          | Pedro Godoy Pérez (1931) Santiago Labarca (1931-1932) Alfredo Guillermo Bravo (1932)                                                                                      |
| Ministro de Guerra (fusionado con marina forma el de Defensa Nacional) | Carlos Sáez Morales (1931) Enrique Bravo Ortiz (1931) Carlos Vergara Montero (1931-1932) Miguel Urrutia Barbosa (Defensa) (1932) Ignacio Urrutia Manzano (Defensa) (1932) |
| Ministro de Fomento                                                    | Francisco Cereceda Cisternas (1931) Herman Echeverría Cazotte (1931-1932) Marco Antonio de la Cuadra (1932)                                                               |
| Ministro de Tierras y Colonización                                     | Carlos Balmaceda Saavedra (1931) Carlos Alberto Martínez (1931) Teodoberto Álvarez (1931-1932) Gaspar Mora (1932)                                                         |
| Ministro de Agricultura                                                | Francisco Cereceda Cisternas (1931) Joaquín Prieto Concha (1931-1932) Héctor Rodríguez de la Sotta (1932)                                                                 |
| Ministro de Marina (fusionado con Guerra forma el de Defensa Nacional) | Calisto Rogers Ceas (1931) Enrique Spoerer (1931-1932) Miguel Urrutia Barbosa (Defensa) (1932) Ignacio Urrutia Manzano (Defensa) (1932)                                   |
| Ministro de Bienestar Social                                           | Sótero del Río Gundián (1931 -1932) |
| Ministro de Comercio y Abastecimiento (luego Economía y Comercio)      | Carlos Balmaceda Saavedra (1931-1932) |

## Vida después de la presidencia
Después de regresar del exilio, Montero, además de dedicarse a la vida familiar, integró diversos directorios de empresas y retornó a su cátedra universitaria que ejercía desde 1912. Fue asimismo presidente de la Compañía de Teléfonos de Chile en 1936 y director del Banco de Chile en 1940.
La única vez que volvió a hablar públicamente de política fue en 1941 para la edición especial por el 10° aniversario de la revista Topaze, donde le pidieron dar su opinión sobre los diez años de esta, ya que Montero fue uno de sus primeros personajes parodiados, con el apodo Don One-Step.
Falleció en Santiago, alejado de la vida pública, el 25 de febrero de 1948, a los 69 años de edad. Sus restos se hallan sepultados en el Cementerio General de Santiago.

## Historia electoral
| Candidato               | Pacto       | Partido                                 | Votos   | %      | Resultado  |
| ----------------------- | ----------- | --------------------------------------- | ------- | ------ | ---------- |
| Juan Esteban Montero    |             | Radical, Conservador, Liberal, Nacional | 182.177 | 63,93% | Presidente |
| Arturo Alessandri Palma | Democrático | Democrático                             | 99.075  | 34,77% |            |
| Elías Lafferte          | PC          | Comunista                               | 2.434   | 0,86%  |            |
| Manuel Hidalgo Plaza    | Ex-CRAC     | Izquierda Comunista                     | 1.263   | 0,4%   |            |

| Predecesor: Pedro Opazo Letelier             | Vicepresidente de Chile 27 de julio - 3 de septiembre de 1931            | Sucesor: Manuel Trucco Franzani                                                    |
| Predecesor: Manuel Trucco Franzani           | Vicepresidente de Chile 15 de noviembre - 4 de diciembre de 1931         | Sucesor: Él Mismo Presidente de la República                                       |
| Predecesor: Él Mismo Vicepresidente de Chile | Presidente de la República 4 de diciembre de 1931 - 4 de junio de 1932   | Sucesor: Arturo Puga Presidente de la Junta de Gobierno de la República Socialista |
| Predecesor: Carlos Frödden Lorentzen         | Ministro del Interior de Chile 13 de julio de 1931 - 22 de julio de 1931 | Sucesor: Miguel Letelier Espínola                                                  |
| Predecesor: Carlos Frödden Lorentzen         | Ministro del Interior de Chile 26 de julio de 1931 - 27 de julio de 1931 | Sucesor: Luis Gutiérrez Alliendes                                                  |